# La Covacha de Llatas
La Covacha de Llatas és un jaciment que s'adscriu al mesolític recent (8500-7500 ae); també conté restes que pertanyen a l'edat del bronze, relacionades amb la cultura del bronze valencià. El jaciment, l'excavà el Servei de Recerca Prehistòrica, per la qual cosa els seus materials es troben conservats i exposats al Museu de Prehistòria de València.

## Ubicació i descripció

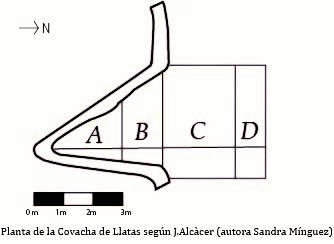
Planta de la Covacha de Llatas

La Covacha de Llatas és al terme municipal d'Andilla (Els Serrans, País Valencià), si bé es troba a tan sols 2 km de la població d'El Villar (Els Serrans), perquè s'ubica just en el límit marcat per la fita que separa els termes d'aquestes dues poblacions. Se situa al costat del barranc del Salobral, a una alçada de 20 m sobre el vessant d'un petit turó anomenat Puntal de Cambra, que constitueix el darrer contrafort del Turó las Cabras, a la partida de "Cañá Palomara". La cova és al vessant nord i cap a l'extrem oriental del turó, i es caracteritza per les seues reduïdes dimensions en forma de piràmide triangular: la seua boca fa 3,5 m de base, 1,5 m d'altura i 3,6 m de profunditat.

## Descobriment i excavació

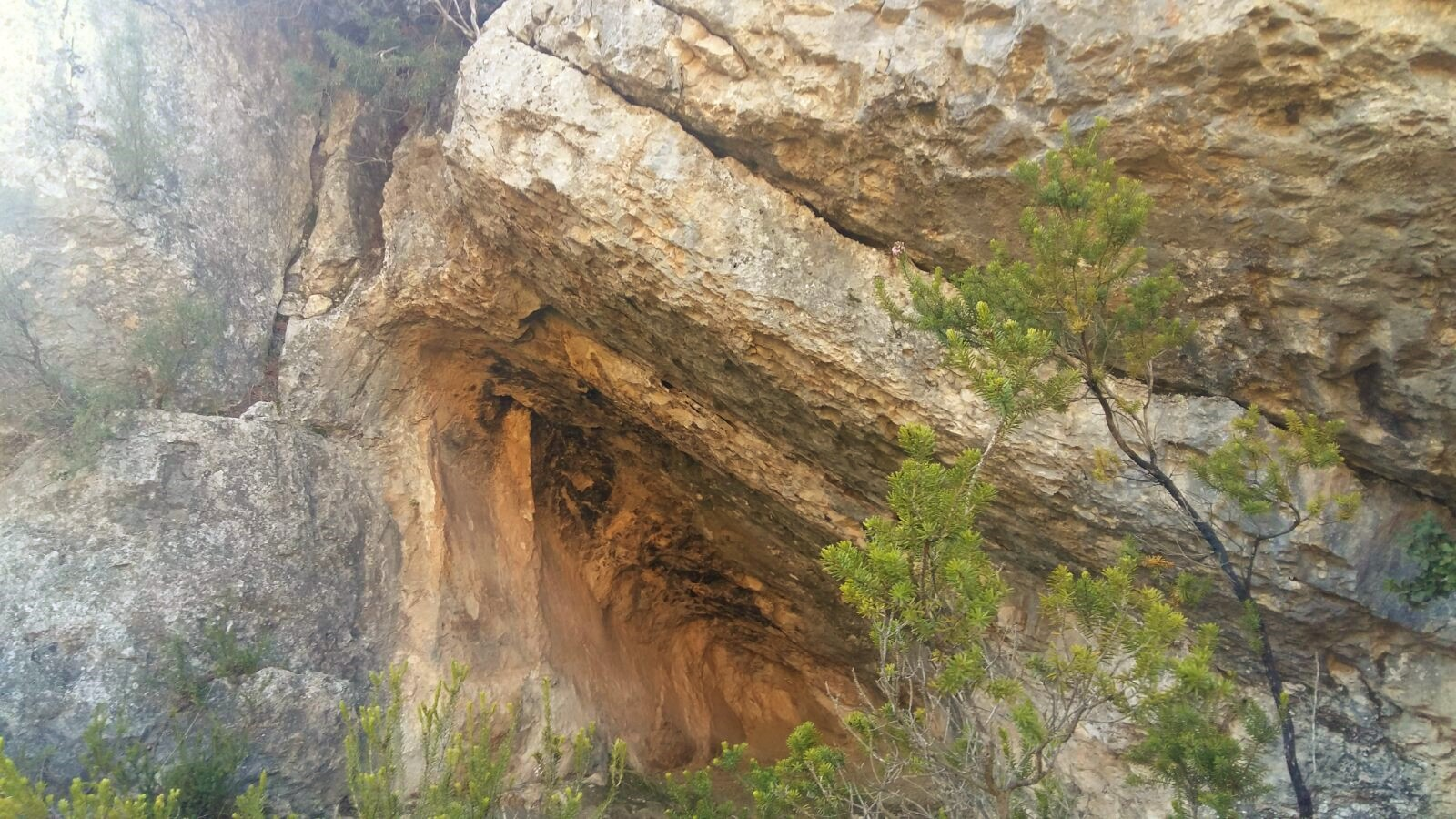
Covacha de Llatas (Andilla)

La Covacha de Llatas, tal com n'indica el nom, la descobrí al 1948 Vicente Llatas Burgos (1899-1980), mestre d'El Villar (1933-1970), primer cronista oficial de la vila (des del 1952), que relata el descobriment en el seu treball Carta arqueològica de Villar del Arzobispo i la seua comarca: "descobrim aquesta cova al mes d'agost, en una de les nostres freqüents visites a les excavacions sota la direcció de José Alcàsser Grau". En aquest moment el Servei d'Investigacions Prehistòriques (del qual era delegat Vicente Llatas) es trobava realitzant una excavació al Turó del Puntal de Cambra, on es troba el jaciment del bronze del mateix nom, dirigida per José Alcàsser Grau. Aquest fou informat del descobriment i consultà al director del servei per dur a terme l'excavació.

## Restes arqueològiques
Les restes aportades per la Covacha de Llatas abasten des d'indústria lítica, fragments ceràmics, restes òssies de fauna i mol·luscs, fins a restes d'un possible enterrament.

### Indústria lítica
Les restes d'indústria lítica són 5.331 peces de sílex i 20 de quarsita, tot i que únicament 400 n'han estat classificades tipològicament, mentre que les restants corresponen a restes de talla. Els tipus identificats, en ordre d'importància numèrica, són: fulletes de dors rebaixat (260), raspadors (30), trapezis (28), mitges llunes (21), fulles d'osca (17), burins (12), rascadors (10), triangles (8), i peces retocades sense tipus clar (14), mentre que trobem absència de micropunxons.
Un estudi realitzat el 1999 sobre marques d'impacte detectades en un conjunt de 65 micròlits geomètrics, mostra com foren usats com a armadures de projectils. Conclou que els segments i triangles s'utilitzaren fonamentalment com a puntes, mentre que els trapezis, els usaven com a fletxes de tall transversal.

### Fragments ceràmics
Les restes ceràmiques es caracteritzen per aparéixer molt fragmentats, i per això no es pogué reconstruir la forma dels vasos ceràmics. Es caracteritzen per ser basts, amb un to vermellós o marró groguenc, i per una cocció imperfecta i desigual. De tots els fragments, en destaquen dos per les decoracions: un amb cordó amb digitacions, i altre amb incisions acanalades en ziga-zaga. També s'hi trobaren alguns fragments crestats associats a l'edat del bronze. Cal destacar-ne l'absència de ceràmica cardial, associada a l'arribada de grups neolítics.

### Fauna
Les restes òssies trobades també estan molt fragmentades, i s'han associat amb animals de talla petita, sobretot herbívors i rosegadors; també hi ha restes d'aus i hi destaca la presència d'un ullal de cànid.

### Malacofauna
Destaquen les restes malacològiques per trobar-se perforades, la qual cosa indica sens dubte el seu ús com a elements d'adorn. Les espècies localitzades són Columbleas, Pectunculus, Cardium edule, Helix candidisima i Iberus alonensis.

### Enterrament

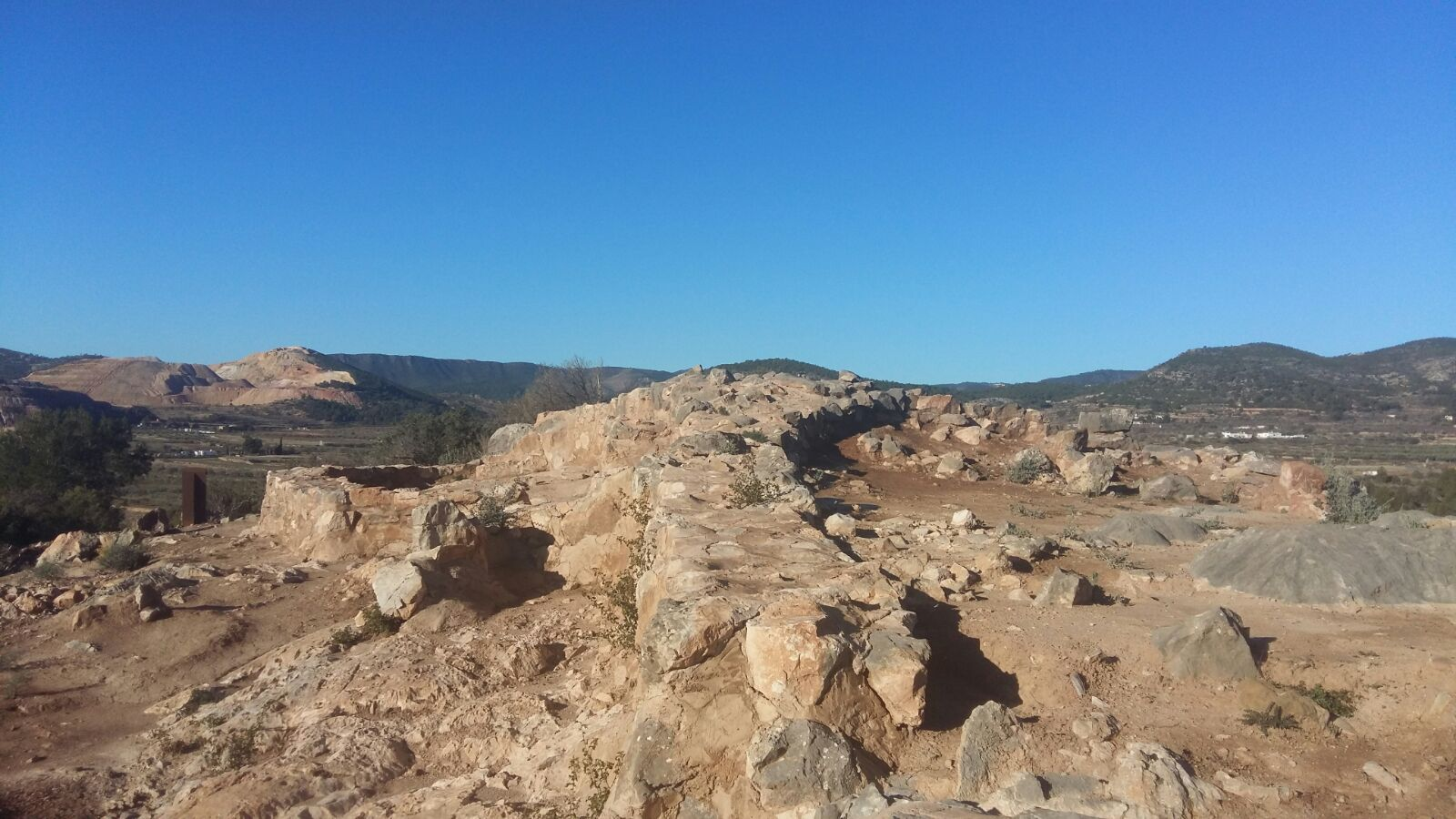
Puntal de Cambra (El Villar)

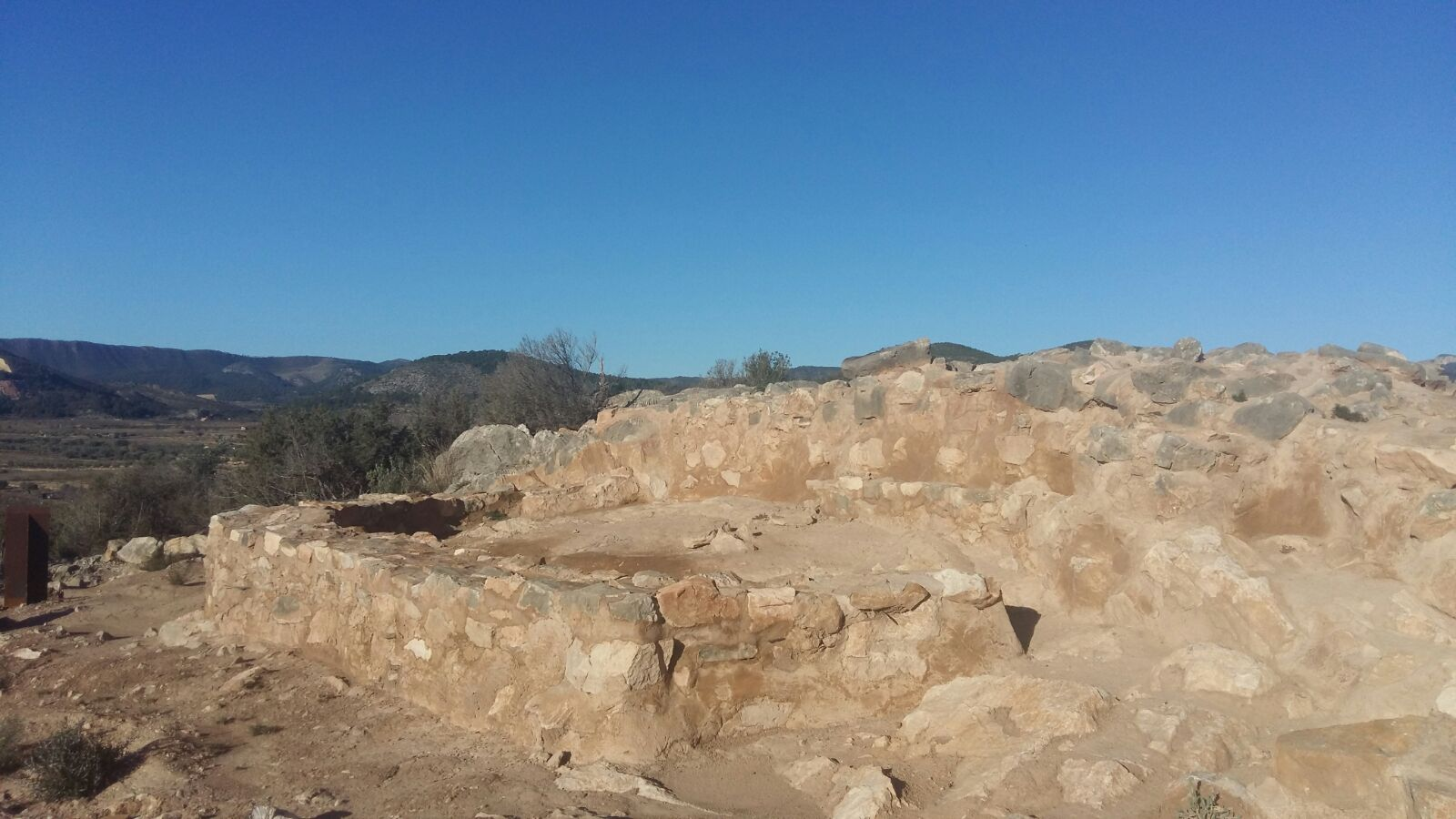
Puntal de Cambra (El Villar)

S'ha assenyalat un possible enterrament a les terres superficials de les zones A i B, ja que hi aparegueren ossos llargs, dents i vèrtebres, tot i que no s'afirma amb seguretat, ja que en trobar-se superficialment n'hauria estat destruït parcialment. S'hi associen una sèrie de fragments ceràmics del bronze, per la qual cosa consideren que degué ser un enterrament tardà no relacionat amb la fase mesolítica.
Si bé, al començament, Francesc Jordà Cerdà i Josep Alcàcer el relacionaren amb un possible enterrament argàric per haver-s'hi trobat una resta ceràmica que s'assemblaria als vasos argàrics típics, en l'actualitat això resulta del tot impossible.
Cal tenir en compte que ens trobem en un moment en què encara no s'havia encunyat el terme bronze valencià per Miquel Tarradell, per diferenciar-lo de la cultura argàrica i no s'havia donat caràcter propi a aquest període del territori valencià, cosa que ocorre al 1962. Un dels punts abastats per Tarradell en la definició del bronze valencià fou establir les relacions entre el tipus d'enterrament i els poblats, de manera que associa els enterraments individuals en esquerdes i coves amb poblats en alçada de difícil accés i emmurallats.
En contraposició, els enterraments argàrics característics es definien per situar-se a l'interior dels poblats, sota el terra de les cases. A això se sumen, des del coneixement actual, l'establiment de límits geogràfics per al territori argàric. Es considera que aquest s'expandí des d'una àrea originària localitzada entre les conques del Vera i del Guadalentín, fins a abastar un territori que comprenia des del sud de la Meseta i del País Valencià fins a les costes meridionals d'Almeria i Granada; en conseqüència, la Covacha de Llatas queda clarament fora d'aquesta extensió fixada per a la cultura argàrica.

## Importància en la recerca
Els últims caçadors-recol·lectors i la neolitització
La Covacha de Llatas és un jaciment que des del seu descobriment s'insereix en la problemàtica sobre la neolitització de la façana peninsular mediterrània, pel que fa a la transició des de la manera de vida associada a l'Epipaleolític (caça i recol·lecció) fins a la productora (ramaderia i agricultura) pròpia del Neolític.
Ens trobem en un context en què es desenvolupa un procés complex de dualitat cultural, en què intervenen d'una part els grups epipaleolítics (autòctons) i els neolítics d'una altra (al·lòctons). És sobre el 6000 ae quan arriben els grups representatius del Neolític cardial a les terres valencianes on es desenvolupava l'Epipaleolític geomètric.
Així ho expressava Lluís Pericot Garcia en afirmar que l'interés d'aquest jaciment residia que “s'hi ajunten amb la ceràmica les peces de sílex de vella tradició epipaleolítica”.
Així, al costat d'altres destacats jaciments, com la cova de la Cuina (Dosaigües, País Valencià), la seqüència arqueològica de la qual constitueix el model per a l'evolució en l'Epipaleolític, l'excavació i l'estudi de la Covacha de Llatas i els seus materials seran, i encara són, d'utilitat per donar llum a una "època difícil de la nostra prehistòria, de la qual tenim poques dades segures; etapa (...) embolicada en tenebres.", en paraules de Pericot, de la qual eren pocs els jaciments excavats a mitjan s. XX.

## Història de la recerca
La interpretació realitzada de la Covacha de Llatas ha variat al llarg del s. XX, i en l'actualitat, com a conseqüència de l'avanç de les diverses recerques associades a aquest període i els seus jaciments.
Es passà de trobar una relació entre aquest període amb la zona nord-africana i la cultura capsiana, a eliminar completament aquesta teoria. Destaca en aquesta trajectòria investigadora el treball realitzat per Fortea al 1973, que posa fi definitivament a les relacions nord-africanes, ja que assenyala que l'Epipaleolític és el resultat de l'evolució interna des del magdalenià superior. Així mateix, Fortea realitza una divisió de la seqüència cultural basant-se en la cova de la Cuina, i n'és el criteri fonamental el tipus d'indústria lítica. Estableix la distinció entre l'Epipaleolític microlaminar i l'Epipaleolític geomètric, aquest darrer amb quatre fases: les dues primeres (A, B) anteriors a l'arribada dels neolítics, i les dues darreres contemporànies al Neolític.
En les primeres recerques, Francesc Jordà i Josep Alcàcer assenyalaren l'existència de dues fàcies en l'anomenat neolític inicial: la primera amb ceràmica cardial i poca freqüència de sílex geomètric, i la segona sense ceràmica cardial i amb abundància de sílexs geomètrics; enquadren la Covacha de Llatas en la segona fàcies, denominada tipus "Cuina", i la relacionen amb un neolític muntanyenc diferenciant-lo del de plana.
Amb Fortea, la Covacha de Llatas se situa en la fase D, és la darrera de les quatre que n'estableix per a l'Epipaleolític geomètric de tipus "Cuina", tot i que s'assenyala la possibilitat d'una major antiguitat en associar-se amb la fase C. En l'establiment de la seqüència cultural epipaleolítica de Fortea, la Covacha de Llatas tingué un paper de rellevància en completar l'evolució industrial de la cova de la Cuina, ja que per les seues restes no se'n podien definir clarament les fases més recents.
Actualment els investigadors adscriuen la Covacha de Llatas al Mesolític geomètric tipus Cuina o mesolític recent (8500-7500 ae), que conté tres fases A-B-C, al final de l'anomenada Fase B i la Fase C. Aquesta última només es registra a les zones interiors del nord de la província de València. Aquesta fase C es caracteritza per incloure elements procedents de la tradició lítica epipaleolítica i altres de nous la procedència dels quals és neolítica (la ceràmica i la tècnica de doble bisell).